# La Meilleure Part
Pour plus de détails, voir Fiche technique et Distribution.
La Meilleure Part est un film dramatique franco-italien réalisé par Yves Allégret, sorti en 1956.

## Synopsis
La vie sur un chantier de construction d'un barrage, où l'ingénieur Philippe Perrin, consacre sa vie aux dépens de sa santé à l'accomplissement de cette charge.

## Fiche technique
- Titre : La Meilleure Part.

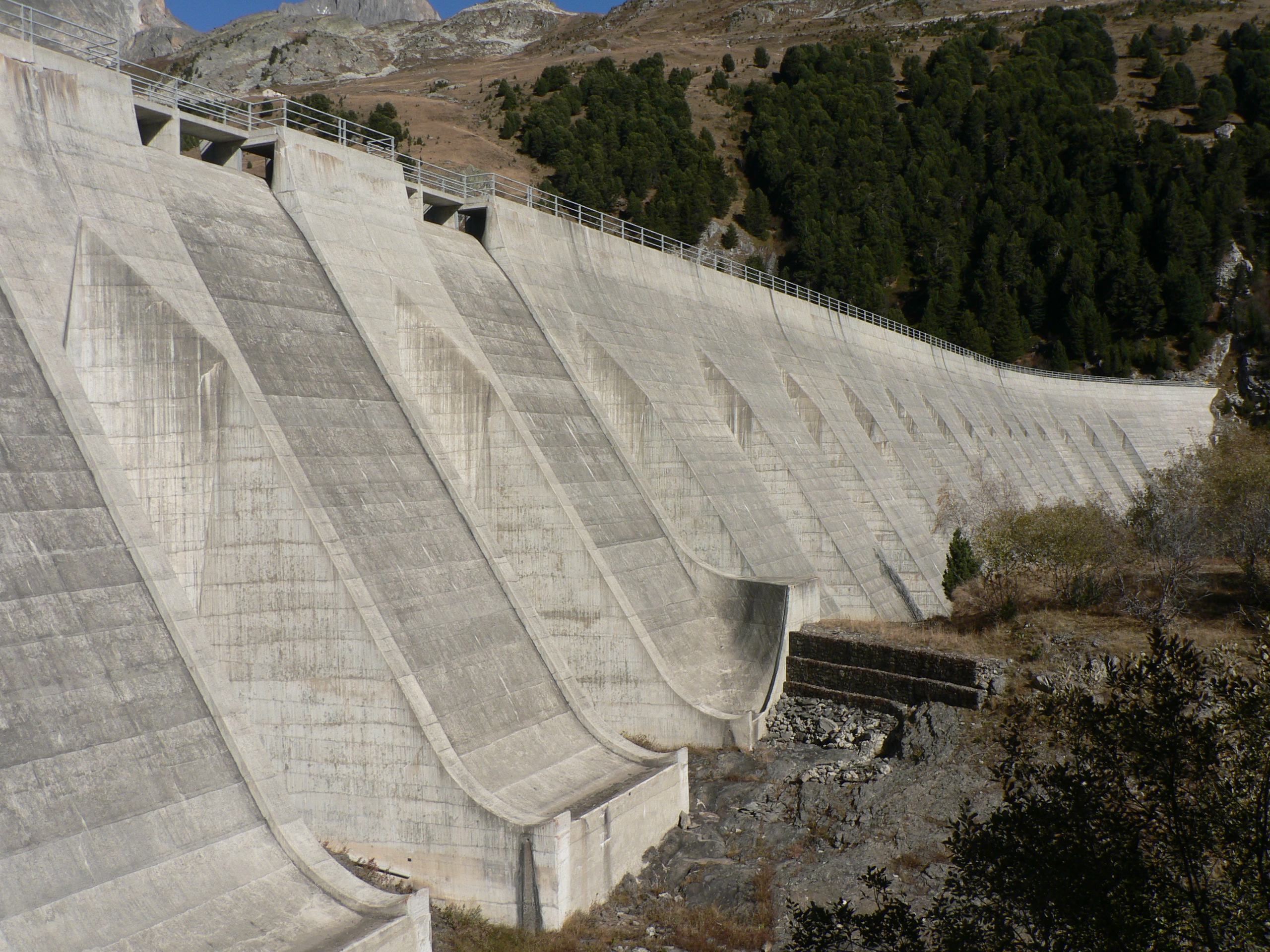
Barrage amont Aussois

- Titre italien : Gli anni che non ritornano
- Réalisation : Yves Allégret, assisté de Pierre Guilbaud
- Scénario : d'après le roman de Philippe Saint-Gil paru en 1954 aux Éditions Robert Laffont
- Adaptation : Jacques Sigurd et Yves Allégret
- Dialogues : Jacques Sigurd
- Photographie : Henri Alekan
- Opérateurs : Henri Tiquet et Gustave Raulet, assistés de Raymond Menvielle et Georges Pastier
- Musique : Paul Misraki (Éditions Impéria) sur une direction musicale de Maurice Le Roux
- Décors : Auguste Capelier, assisté de Jacques d'Ovidio et Claude Moesching
- Montage : Claude Nicole, assisté de Ginette Boudet
- Son : Robert Biart, assisté d'Olivier Max et Victor Revelli
- Chef maquilleur : Alexandre Marcus
- Maquilleuse : Éliane Marcus
- Directeur de Production : Paul Joly
- Tournage du 25 juillet au 8 octobre 1955 sur le chantier de construction du barrage de Plan d'Amont à Aussois et à Modane en Savoie pour les extérieurs et dans les studios de Neuilly-sur-Seine pour les scènes en intérieur.
- Production franco-italienne  Le Trident et Silver Films (Paris) -  Noria Film (Rome)
- Producteurs : Nino Constantini, Bluette Christin-Falaize, Robert Dorfmann, Tonino Cervi
- Distribution :
  - France : Columbia Pictures (35 et 16 mm)
  - Italie : CEIAD
  - Édité en VHS par Fil à Film et en DVD par René Château
- Pellicule 35 mm Eastmancolor au format Cinémascope
- Genre : Drame
- Durée : 90 min
- Première présentation : 
  - France - 28 mars 1956 (à Paris)
  - Italie - 30 décembre 1955
  - et 27 juillet 1956 (au Japon) 8 juillet 1957 (au Danemark) / 22 août 1960 (à Madrid)
- Visa d'exploitation : N° 16376 (en France) / N° 20675 (en Italie, délivré le 29 décembre 1955)
- Affiche : André Bertrand, Jean Mascii (France)

## Distribution
- Gérard Philipe : Philippe Perrin, l'ingénieur qui dirige la construction du barrage d'Aussois
- Michèle Cordoue : Micheline, l'infirmière qui s'éprend de lui
- Gérard Oury : Gérard Bailly, un ingénieur qui seconde Philippe
- Jean-Jacques Lecot : Pasquier, un ingénieur qui seconde Philippe
- Michel François : le docteur Molinier, le chef du service sanitaire du chantier
- Umberto Spadaro : Gino, un ouvrier piémontais, père de six enfants, qui souffre de silicose
- Georges Chamarat : Lemoigne, le chef d'équipe
- Valeria Moriconi : Odette, une serveuse de cantine qui épouse Karl
- Olivier Hussenot : Antoine Colombin, le magasinier
- Augusto Mingione : Pietro
- Jean Lefebvre : Raymond, un ouvrier
- Mohamed Ziani : Ali, un jeune ouvrier algérien
- Alberto Bonucci : Antoine
- Jacques Moulières : Luigi, le petit garçon
- Jess Hahn : Karl, un mineur allemand qui épouse Odette
- Louis Velle : Rubel, le nouvel ingénieur qui remplace Philippe
- Giacomo Furia : le gérant de la cantine
- Lina Furia : la gérante de la cantine
- Robert Bazil : Andrieu, un chef d'équipe
- Emile Genevois : un ouvrier
- Marcel Bozzuffi : André, un ouvrier
- Charles Denner : un ingénieur adjoint
- Olivier Darrieux : un homme à la noce
- Gabriel Gobin : un joueur de cartes
- Gérard Hernandez : Gonzalez, l'ouvrier espagnol qui remplace le magasinier
- Pâquerette : La patronne du bistrot du centre
- Pierre Massiot : ?
- Raymond Brun : ?
- Gino Marturano : ?
- Georges Hubert : ?

## Distinctions
- Prix du meilleur réalisateur au festival de Karlovy Vary (1960).
- Sélectionné pour le festival Cineporto, Italie (1996)